# Leslie Robertson
Leslie Earl Robertson (Manhattan Beach, 12 de febrero de 1928 - San Mateo, 11 de febrero de 2021) fue un ingeniero estadounidense. Se desempeñó como el ingeniero estructural principal de las Torres Gemelas del World Trade Center original en Nueva York. Fue el ingeniero estructural en muchos otros proyectos, incluida la US Steel Tower en Pittsburgh, el Shanghai World Financial Center y la Bank of China Tower en Hong Kong.

## Primeros años
Robertson nació el 12 de febrero de 1928 en Manhattan Beach, California. Hijo de Tinabel (de soltera Grantham) y Garnet Robertson. Su madre era ama de casa, mientras que su padre tenía trabajos variados. Sus padres se divorciaron cuando él era un niño y fue criado por la segunda esposa de su padre, Zelda (de soltera Ziegel). Se alistó brevemente en la marina en 1945, a los diecisiete años. Sin embargo, no sirvió.
Estudió ingeniería civil en la Universidad de California, Berkeley, y se graduó con una licenciatura en ciencias en 1952.

## Ámbito profesional
La carrera de ingeniería de Robertson comenzó en 1952, cuando se unió a Kaiser Engineering. Trabajó como matemático, ingeniero estructural y como ingeniero eléctrico durante este tiempo. También se observa que formó parte del equipo de investigación que estudia el colapso de una plataforma de perforación en alta mar. Más tarde realizó un viaje por carretera por todo el país hasta California, y más tarde a Seattle, donde se quedó sin fondos en 1958, y se unió a la empresa de ingeniería civil y estructural Worthington and Skilling con sede en Seattle.
Cuando el arquitecto estadounidense nacido en Seattle, Minoru Yamasaki ganó el concurso para diseñar el World Trade Center, Robertson y su firma Worthington, Skilling, Helle y Jackson (WSHJ) obtuvieron el contrato de ingeniería. Diseñado entre 1966 y 1971, esta fue la primera construcción de gran altura de la firma y Robertson. Sus interacciones con Yamasaki llevaron a la conceptualización del diseño del tubo para los edificios con columnas exteriores que estaban separadas por dos pies a lo largo de la altura del edificio, diseñadas específicamente para proporcionar una sensación de encerramiento para las personas en el edificio. Esto también significó que, a diferencia de la mayoría de los rascacielos de la época que estaban sostenidos por marcos de concreto o acero con columnas que interrumpían los interiores, el diseño del WTC permitió interiores sin columnas, con el peso manejado por las columnas exteriores y los núcleos de acero y concreto. Las armaduras de acero sostenían los pisos y conectan las columnas exteriores y los núcleos centrales.
En 1967, Robertson se convirtió en socio y la empresa de diseño pasó a llamarse Skilling, Helle, Christiansen, Robertson. La firma dividió sus operaciones en 1982, y Robertson cambió el nombre de las operaciones de la costa este a Leslie E. Robertson Associates RLLP. Robertson se retiraría de la sociedad en 1994, pero continuaría trabajando para la empresa en proyectos hasta 2012.
Además del World Trade Center, participó en la ingeniería estructural y el diseño de rascacielos, incluida la sede de US Steel en Pittsburgh, el Shanghai World Financial Center y la Bank of China Tower en Hong Kong, que fue diseñada por el arquitecto chino-estadounidense IM Pei y las torres Puerta de Europa en Madrid. También había diseñado la construcción de museos en Seattle, Portland, Maine y Berlín, además de teatros y puentes. También se destacó que diseñó estructuralmente la instalación de las obras del escultor estadounidense Richard Serra.
Desde el colapso del World Trade Center en 2001, los debates sobre la seguridad de los diseños maximizados en el espacio de alquiler han involucrado a la profesión, pero el consenso entre arquitectos e ingenieros es que el World Trade Center realmente resistió el impacto del avión con suficiente tiempo para permitir la evacuación segura de miles de ocupantes. La firma de Robertson luego participó en el desarrollo de una base de datos de información estructural básica para las torres del World Trade Center (WTC1 y 2) para NIST y FEMA, y para registrar los cambios estructurales indocumentados que se habían realizado en los edificios después comenzó la construcción. Su firma también se quedó para la ingeniería estructural del edificio 4 World Trade Center que surgió en el mismo complejo.

Trabajos seleccionados de Robertson
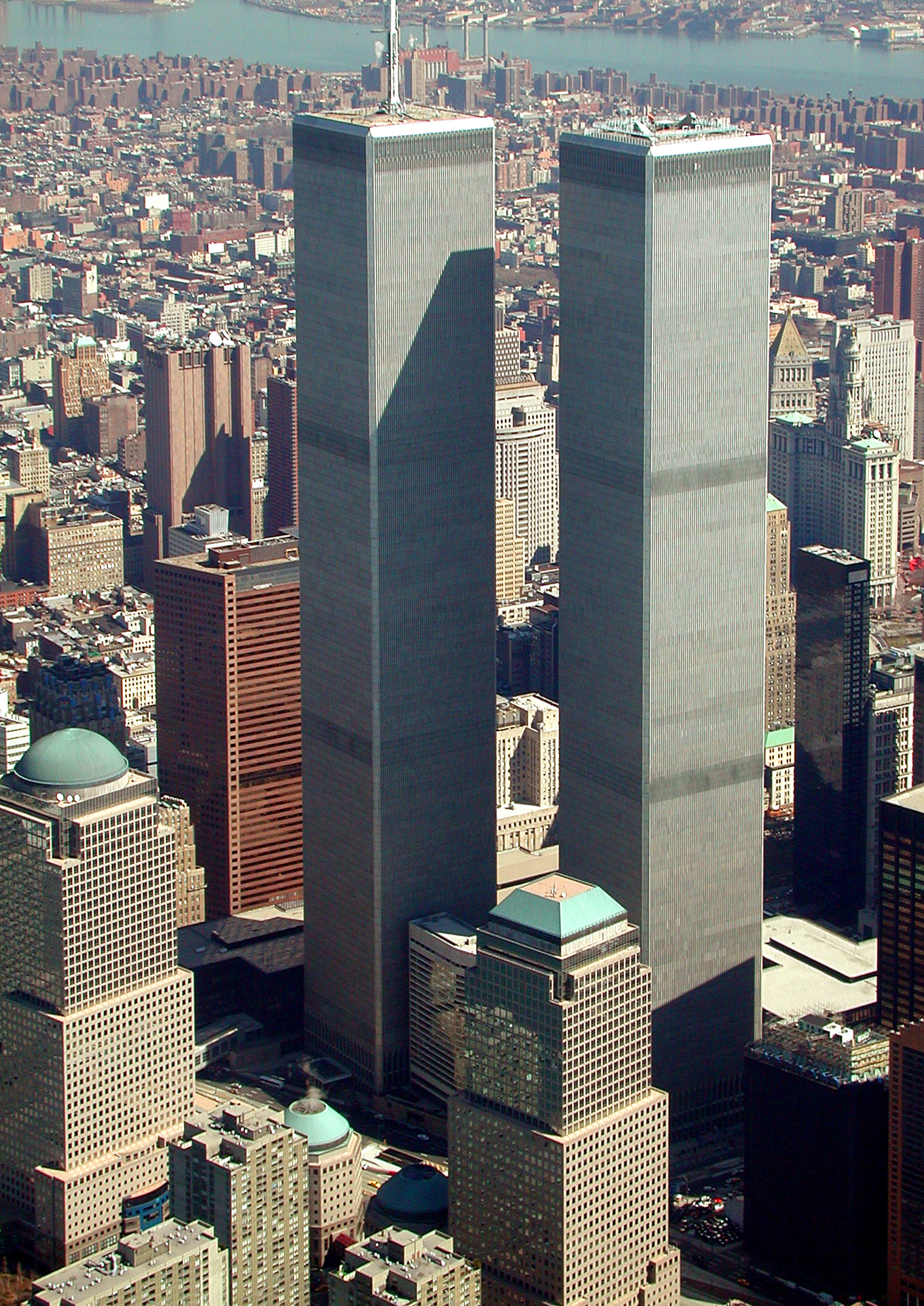
World Trade Center, Manhattan, Nueva York
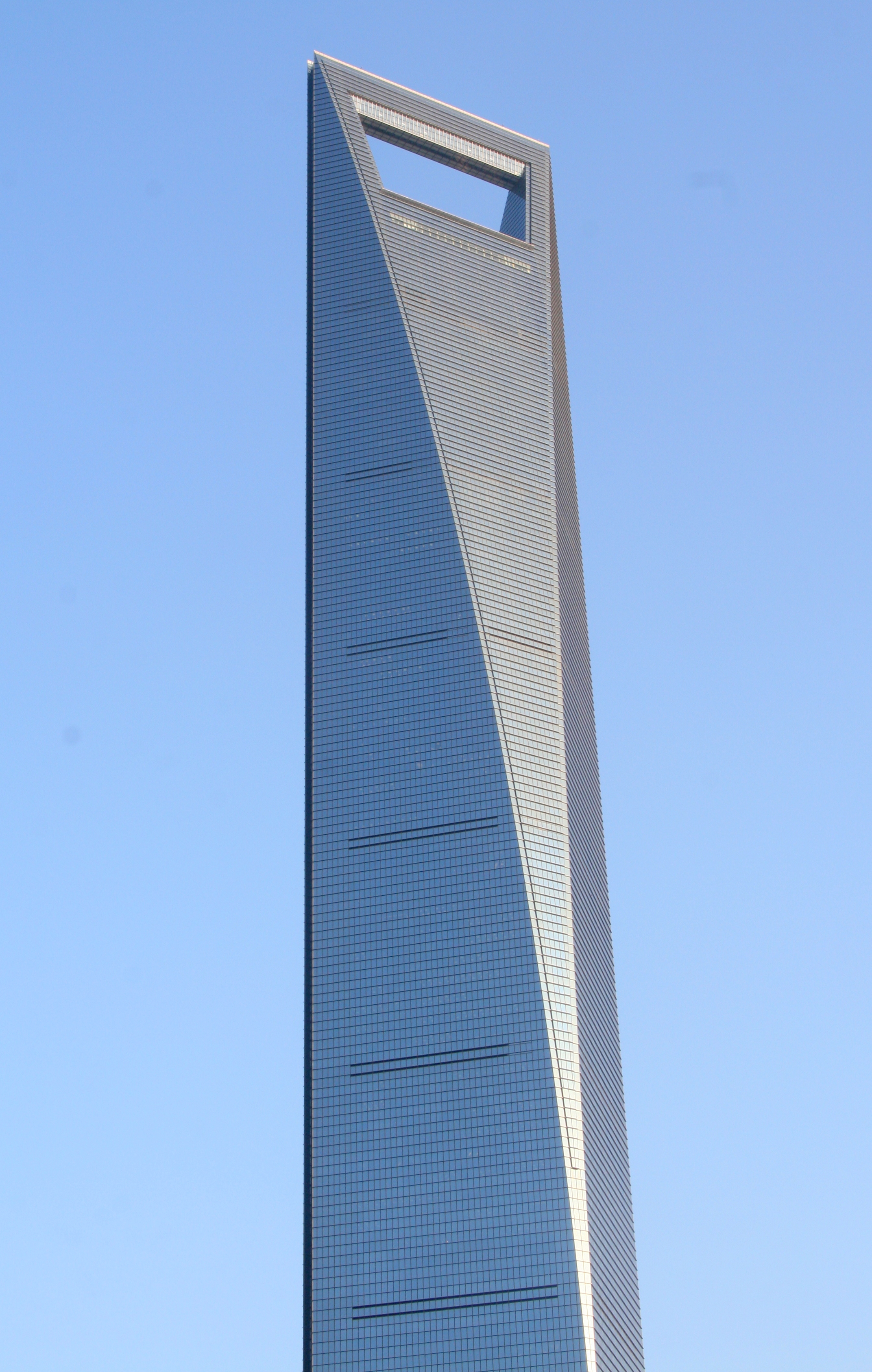
Centro Financiero Mundial de Shanghai, Shanghai
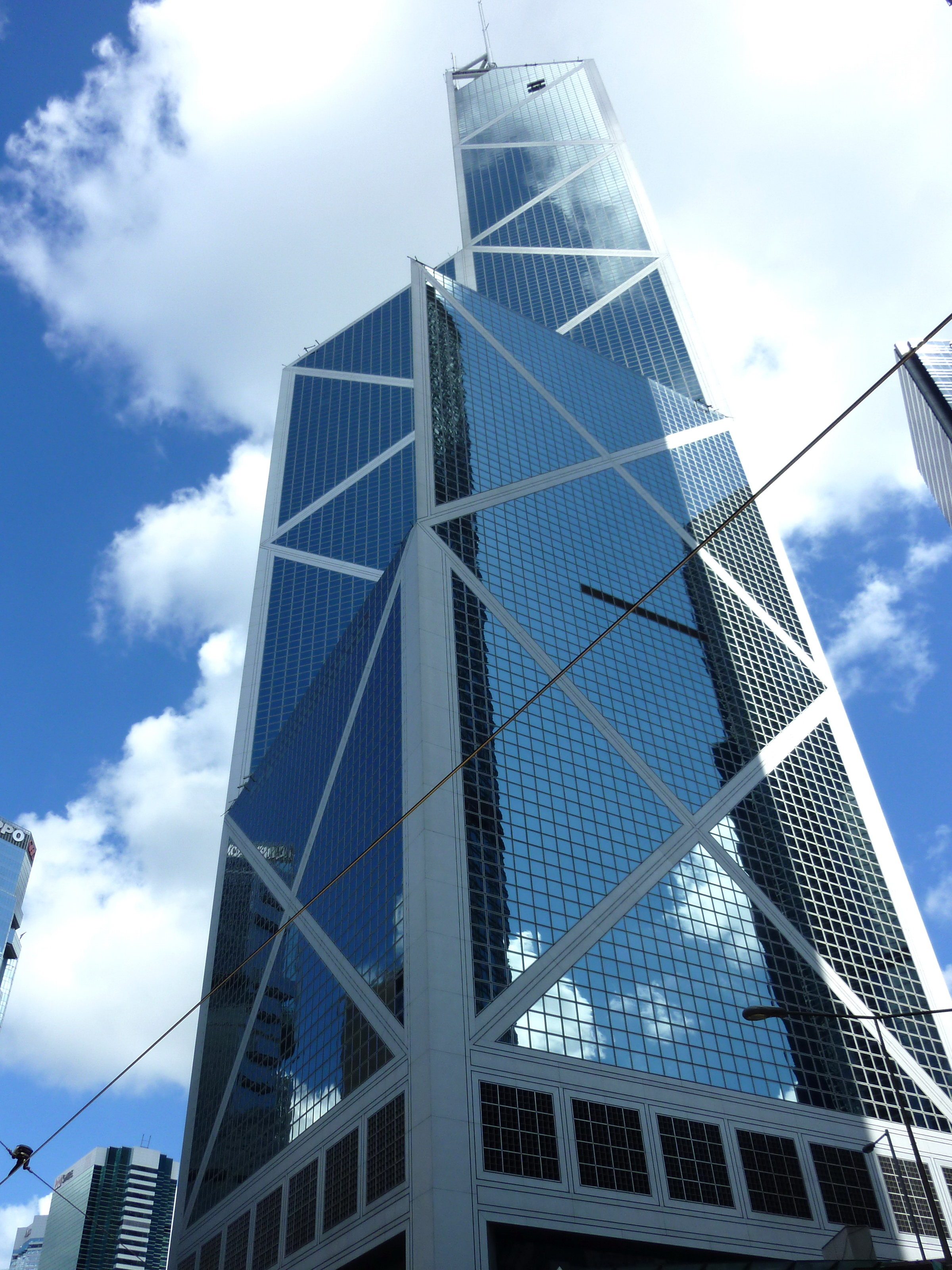
Torre del Banco de China, Hong Kong
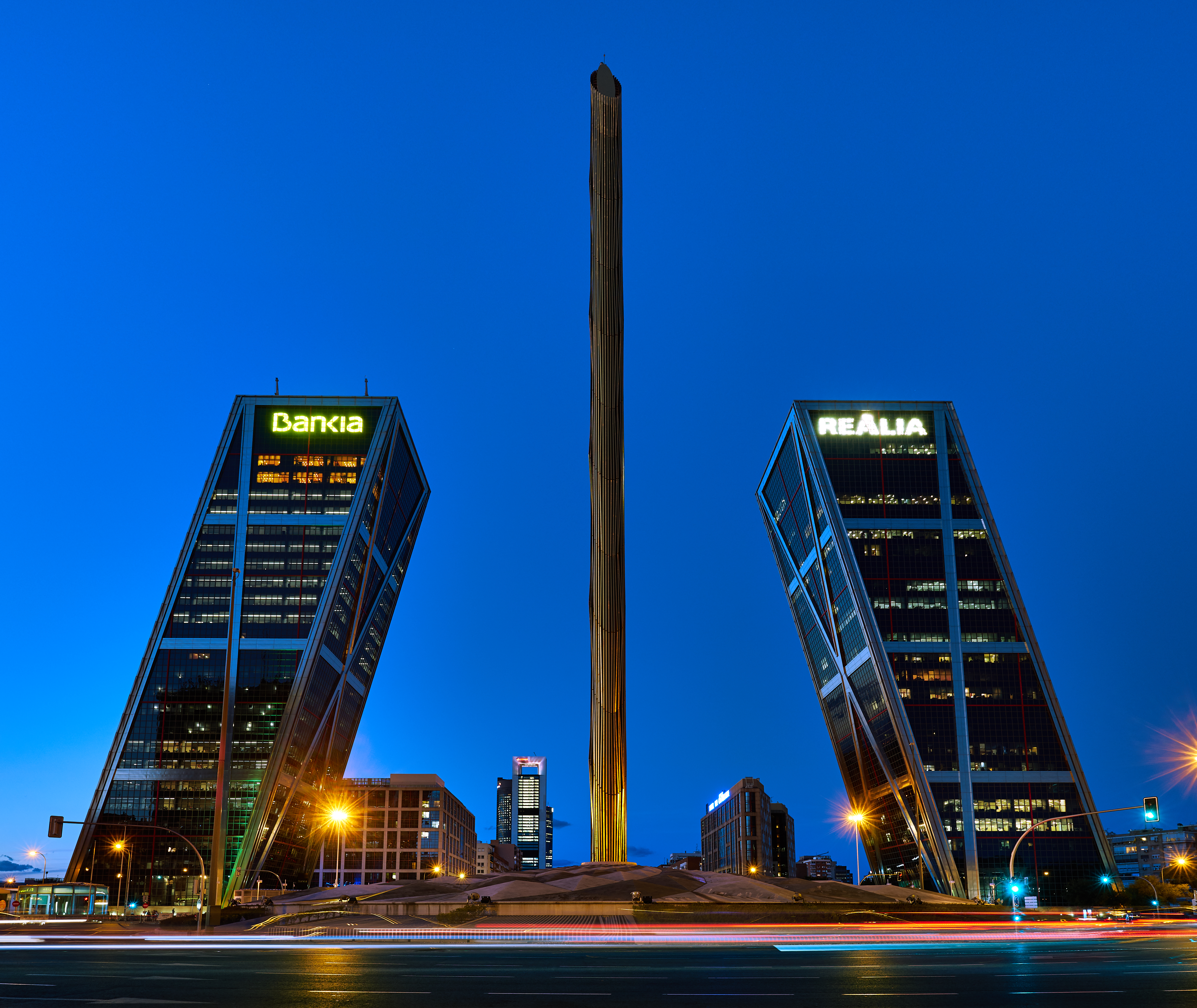
Puerta de Europa, Madrid
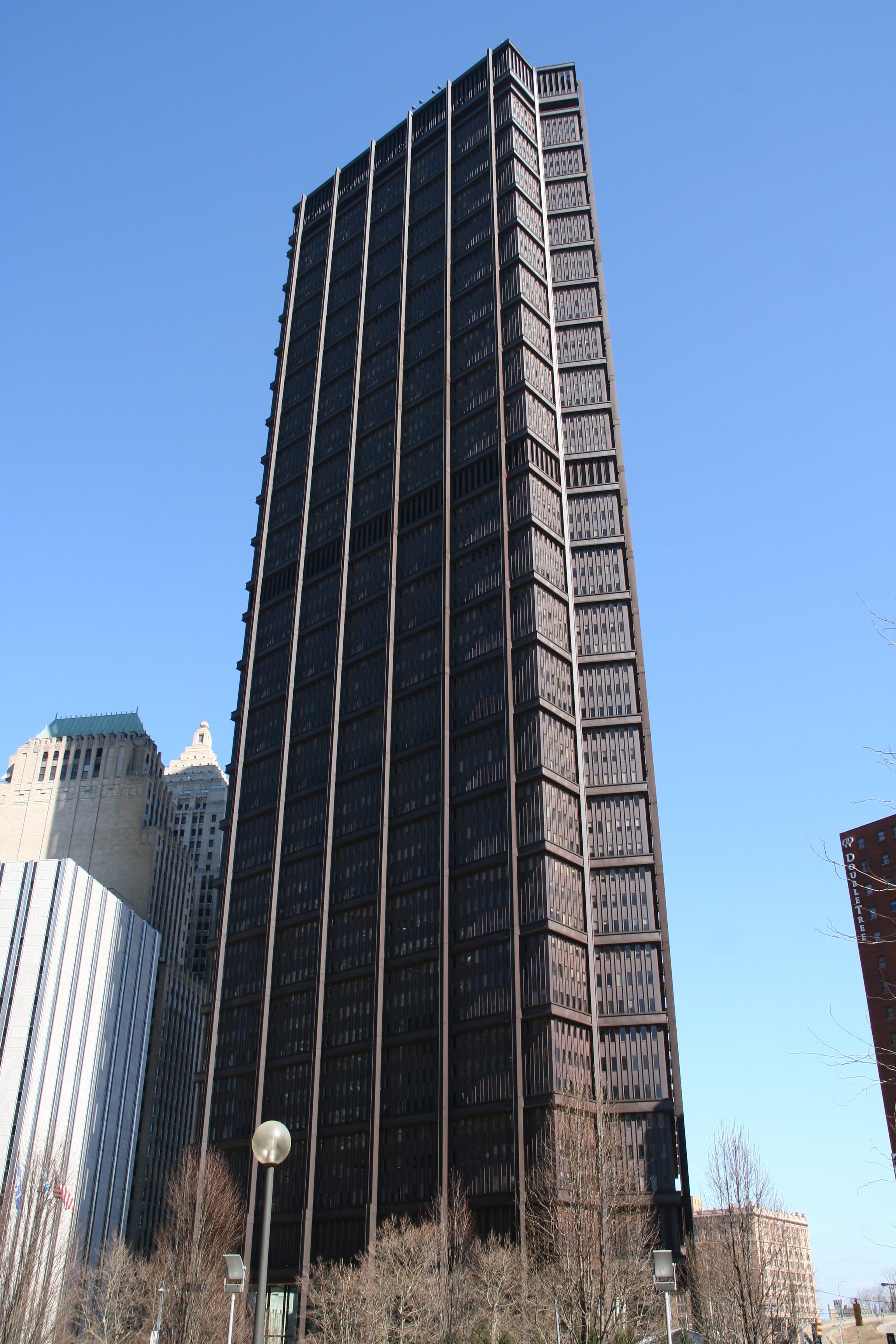
Torre de la U.S. Steel, Pittsburgh

## Vida personal
Robertson estaba casado con Elizabeth Zublin y más tarde con Sharon Hibino, y ambos matrimonios terminaron en divorcio. Se casó con Saw-Teen See en 1982, una ingeniera que también se ha desempeñado como gerente comercial de su práctica de ingeniería arquitectónica, Leslie E. Robertson Associates (LERA). Tuvo cuatro hijos, uno de los cuales falleció antes que él.
Robertson murió de cáncer de sangre en su casa de San Mateo, California el 11 de febrero de 2021, un día antes de cumplir 93 años.

## Libros
- Robertson, Leslie Earl. The structure of design : an engineer's extraordinary life in architecture. ISBN 978-1-58093-429-9. OCLC 992528782.

## Premios
- 1975, Miembro de la Academia Nacional de Ingeniería por "contribuciones en el diseño de edificios altos y desarrollo y aplicación de principios de ingeniería eólica al diseño de edificios altos para garantizar la seguridad y comodidad de los ocupantes".[9]
- 1986, Título honorario, Doctor en Ingeniería, Instituto Politécnico Rensselaer.[5]
- 1989, Título honorario, Doctor en Ciencias, Universidad de Western Ontario.
- 1989, Hombre del año de la construcción (ahora conocido como el Premio a la Excelencia) por el Engineering News-Record por su trabajo en el desarrollo de sistemas estructurales eficientes y en la defensa de la investigación en ingeniería eólica.[10]
- 1991, Título honorario, Doctor en Ingeniería, Universidad de Lehigh.
- 1993, Premio Mayors a la excelencia en ciencia y tecnología por sus contribuciones al diseño del World Trade Center. Medalla de Servicio Individual del World Trade Center por sus contribuciones a la reconstrucción del World Trade Center después del bombardeo de 1993.
- 1993, Premio Gengo Matsui de Japón.[11]
- 2002, Premio Henry C. Turner a la innovación en tecnología de la construcción del Museo Nacional de la Construcción.[12]
- 2003, Título honorario, Doctor en Ingeniería, Universidad de Notre Dame.[13]
- 2003, Premio OPAL de la ASCE por contribuciones de por vida al diseño.[14]
- 2004, Medalla de oro IStructE de la institución de ingenieros estructurales.[15]
- 2004, La Medalla a la Trayectoria Fazlur Khan del Consejo de Edificios Altos y Hábitat Urbano por su liderazgo en Diseño Estructural.[16]
- 2006, Miembro distinguido de la Sociedad Estadounidense de Ingenieros Civiles.[17]
- 2008, Elevado a Miembro de Honor Nacional de la Sociedad Nacional de Honor de Ingeniería Civil Chi Epsilon.[18]
- 2011, Premio Internacional al Mérito en Ingeniería Estructural de la Asociación Internacional de Ingeniería de Puentes y Estructuras.[19]
- 2012, Medalla John Fritz de la Asociación Americana de Sociedades de Ingeniería.[20]
- 2015, Premio Internacional de Ingeniería Civil de la Fundación José Entrecanales Ibarra.[21]